# Ingeborg Maria Sick
Ingeborg Marie Sick, född den 11 september 1858 i Köpenhamn, död den 14 november 1951 i Hørsholm, var en dansk författare.
Sick deltog 1888–1900 i den frivilliga församlingsvården i Köpenhamn, men publicerade sedan en samling mindre berättelser. Senare följde en serie större berättelser som fick stor spridning och översattes till flera språk. Bland de mest bekanta finns Højfjældspræsten (1902), Helligt ægteskab (1903), Jomfru Else (1905), Af jord (1907) och Der ringer klokker (1910) samt diktsamlingen Bølgeslag (1904) och sagospelet Prinsessen, der spandt (1906). Hennes för eftervärlden mest betydande verk är dock hennes två biografier om nordiska filantroper: finlandssvenska Mathilda Wrede skildras i Fangernes Ven (1921), och den danska missionären Karen Jeppe i Pigen fra Danmark (1928, fjärde utökade utgåvan 1945).
Sick tilldelades Tagea Brandts rejselegat for kvinder 1933.